# Liste griechischer Phrasen/Eta

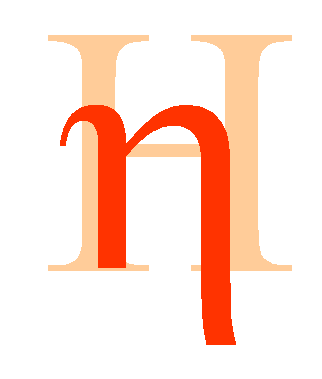
Eta

## Ἡ ἀνάπαυσις τῶν πόνων ἐστὶν ἄρτυμα.
Ἡ ἀνάπαυσις τῶν πόνων ἐστὶν ἄρτυμα.
Hē anapausis tōn ponōn estin artyma.
„Erholung ist die Würze der Arbeit.“
Zitat aus den Moralischen Abhandlungen des Geschichtsschreibers Plutarch.

## Ἡ γλῶττα πολλῶν ἐστιν αἰτία κακῶν.
Ἡ γλῶττα πολλῶν ἐστιν αἰτία κακῶν.
Ἡ γλῶσσα πολλῶν ἐστιν αἰτία κακῶν.
Hē glōtta/glōssa pollōn estin aitía kakōn.
(γλῶττα glōtta ist die attische Variante, γλῶσσα glōssa ist dorisch/ionisch.)
„Die Zunge/Sprache ist die Ursache vielen Übels.“
Zitat aus den Werken des Komödiendichters Menander, dem ein anderer Satz aus seinen Monosticha entspricht:

«Ἡ γλῶσσα πολλοὺς εἰς ὄλεθρον ἤγαγεν.»

„Hē glōssa pollous eis olethron ēgagen.“

„Die Zunge/Sprache brachte viele ins Verderben.“

Lateinisch:

“Multis hominibus lingua perniciem attulit.”

Der Dichter Menander will damit vor unbedachten Äußerungen warnen.

## Ἡ δεξιά σου χεῖρ, Κύριε, δεδόξασται ἐν ἰσχύϊ.

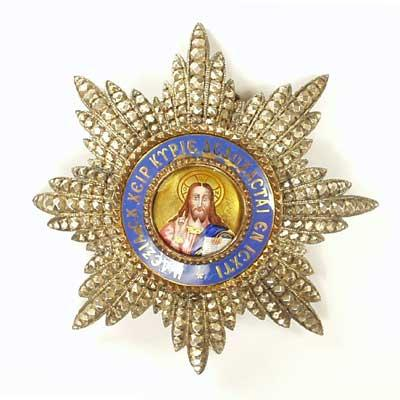
Erlöser-Orden

Ἡ δεξιά σου χεῖρ, Κύριε, δεδόξασται ἐν ἰσχύϊ.
He dexia sou cheir, Kyrie, dedoxastai en ischyi.
„Herr, deine rechte Hand ist verherrlicht in ihrer Kraft.“
Dem Alten Testament entnommene Ordensdevise des 1829 von der griechischen Nationalversammlung gestifteten Erlöser-Ordens. Der Orden sollte an die Erlösung vom türkischen Joch erinnern und wurde zuerst nur an Griechen verliehen, die sich im Freiheitskampf besonders ausgezeichnet hatten.
Das Ordenszeichen ist seit 1863 ein weißemailliertes, goldgerändertes Johanniterkreuz, das an der goldenen Königskrone hängt. Das Medaillon zeigt auf goldenem Grund das Bildnis des Erlösers und ist umgeben von einem goldeingefassten blauen Reif, der in goldenen griechischen Schriftzeichen die folgende Devise aus dem 2. Buch Mose trägt:

«Η ΔΕΞΙΑ ΣΟΥ ΧΕΙΡ, ΚΥΡΙΕ, ΔΕΔΟΞΑΣΤΑΙ ΕΝ ΙΣΧΥΙ»

„Deine Rechte, HERR, ist herrlich an Stärke“

Die Rückseite des Medaillons enthält das griechische Wappen mit der folgenden Randschrift:

«Η ΕΝ ΑΡΓΕΙ Δʹ ΕΘΝΙΚΗ ΤΩΝ ΕΛΛΗΝΩΝ ΣΥΝΕΛΕΥΣΙΣ – ΑΩΚΘʹ»

„I EN ARGI Dʹ (4) ETHNIKI TON ELLINON SYNELELEVSIS – AŌKThʹ (1829)“

„Die 4. griechische Nationalversammlung in Argos – 1829“

## η Επταετία
η Επταετία
i Eptaetia
„die sieben Jahre“
„Die sieben Jahre“ waren die Zeit der Griechischen Militärdiktatur von 1967 bis 1974. Alternative Bezeichnungen sind „das Regime der Obristen“ (Χούντα των Συνταγματαρχών Chounda ton Syndagmatarchon) oder kurz „die Junta“ (Η Χούντα I Chounda). Seit Januar 1965 wiesen alle Anzeichen auf eine ernste Krise hin, da sich die Beziehungen zwischen der Regierung Georgios Papandreous und dem Königshaus ständig verschlechterten. Der von seiner Kamarilla beeinflusste König Konstantin II. gewann mehr und mehr die Überzeugung, dass die Zentrumsunion den Sturz der Monarchie plane.
Am Morgen des 21. April 1967 kam es zum Putsch des Militärs. Die „Erklärung von Kollias“ über Radio Athen wenige Stunden nach Bildung der Putschistenregierung am 22. April 1967:

„Die neue Regierung wird versuchen, die Eintracht unter den Griechen wiederherzustellen. Die Zwietracht, die die Griechen bislang trennte, und in die die schlechten Griechen das Volk geführt hatten, muss aufhören. Zur Wiederherstellung dieser Eintracht fordert die Regierung das Volk auf, ihr alle seine Unterstützung zu gewähren. Die Regierung erklärt, dass es nicht mehr Griechen der Rechten, der Mitte oder der Linken geben wird, sondern nur noch schlicht und einfach Griechen.“

Die Obristen rechtfertigten ihren Putsch als „Revolution zur Rettung der Nation“ (Εθνοσωτήριος Επανάστασις Ethnosotirios Epanastasis), die vorgeblich „Ruhe, Ordnung und Sicherheit“ wiederherstellen sollte (siehe Ησυχία, Τάξις και Ασφάλεια). Ihr propagandistisches Leitbild war das Bild eines „Hellas christlicher Hellenen“ („Ελλάς Ελλήνων Χριστιανών“).
Georgios Koumantos, selbst Opfer der Repressalien und später Ad-hoc-Richter am Europäischen Gerichtshof für Menschenrechte,
schrieb zum 40. Jahrestag des Putsches:

„Es ist oft gesagt worden, welche Übel die Diktatur mit sich gebracht hat; am schlimmsten ist der irreparable Schaden für Zypern. Ohne es zu wollen, haben die Putschisten aber auch etwas Gutes bewirkt, denn sie haben den Gang der Geschichte beschleunigt: die Abschaffung der Monarchie, die Einführung des Neugriechischen, die Zulassung aller politischer Parteien […] – Veränderungen, die sonst Jahrzehnte gedauert hätten.“

## Ἡ κάμηλος ἐπιθυμήσασα κεράτων.
Ἡ κάμηλος ἐπιθυμήσασα κεράτων καὶ τὰ ὦτα προσαπώλεσεν.
Hē kamēlos epithymēsasa keratōn kai ta ōta prosapōlesen.
„Das Kamel wollte Hörner und bekam auch noch kürzere Ohren.“
Zum Sprichwort gewordene Inhaltsangabe einer Fabel des Äsop über ein Kamel, das, neidisch auf die Hörner des Stiers, Zeus um Hörner bat. Verärgert über diese Unbescheidenheit, weil er dem Kamel einen großen Körper und Kraft verliehen hatte, verweigerte der Gott dem Kamel nicht nur die Hörner, sondern verkürzte ihm auch noch die Ohren.

## η κότα με τα χρυσά αυγά
η κότα με τα χρυσά αυγά

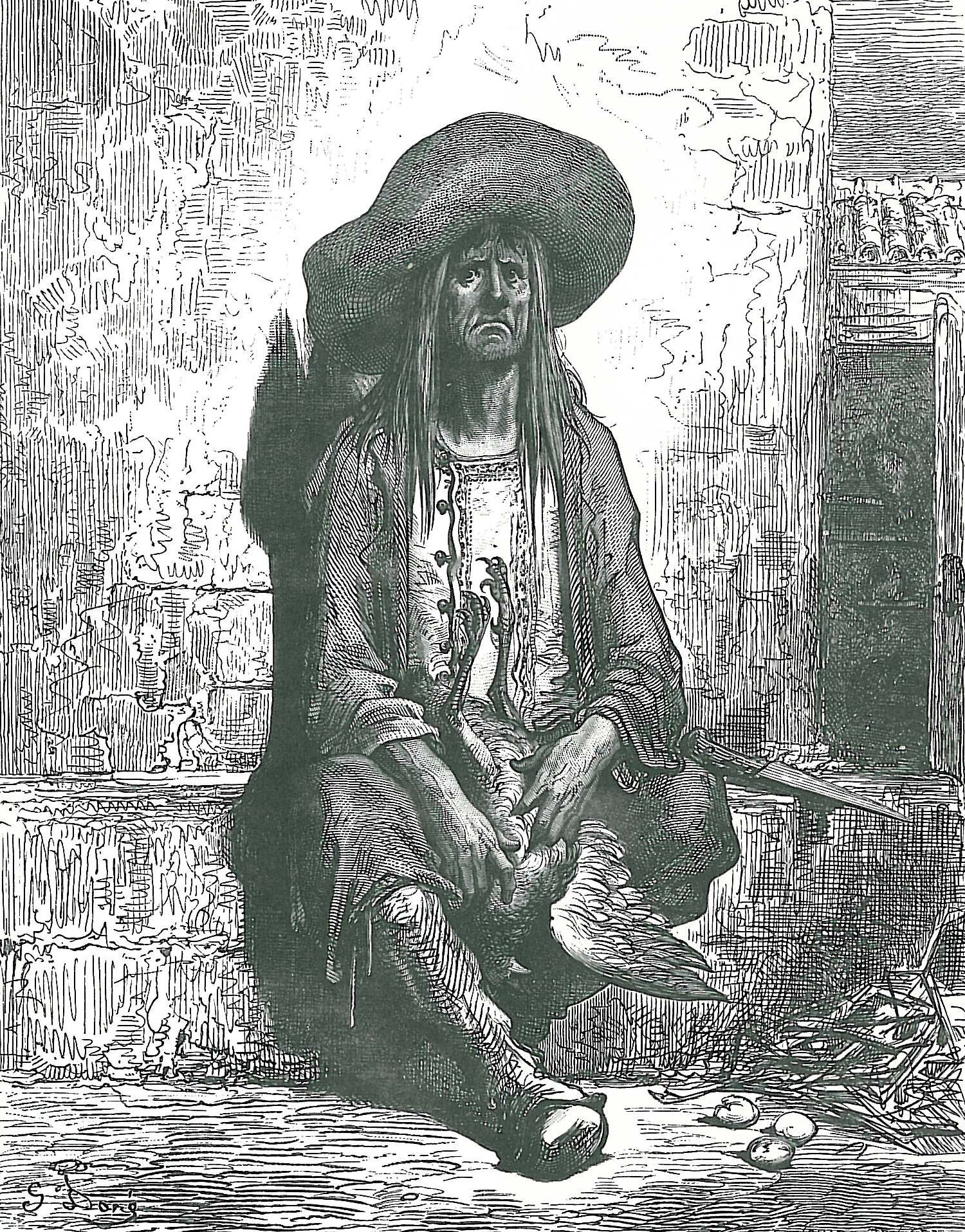
Gustave Dorés Illustration zu La Fontaines Fabel

i kota me ta chrysa avga.
„die Gans mit den goldenen Eiern“
Dieses neugriechische Sprichwort geht auf eine alte Fabel zurück, die Jean de La Fontaine unter dem französischen Titel La Poule aux Oeufs d’Or neu herausgab. Ein Mann hatte eine Gans, die goldene Eier legen konnte. Anstatt sich damit zufriedenzugeben, wollte er noch mehr haben und schnitt ihr den Bauch auf, womit seine Goldquelle natürlich versiegt war.
In Äsops Fabel bekommt ein Verehrer des Hermes von diesem eine Gans geschenkt, die goldene Eier legt. Doch der gierige Dummkopf schlachtet die Gans, in der Annahme, dass auch ihr Inneres aus Gold sei.
Die moderne Redewendung „das Huhn schlachten, das goldene Eier legt“ besagt, dass man eine sehr profitable Erwerbsquelle ohne Not zerstört.

## Ἤ μ’ ἀνάειρ’ ἢ ἐγὼ σέ.

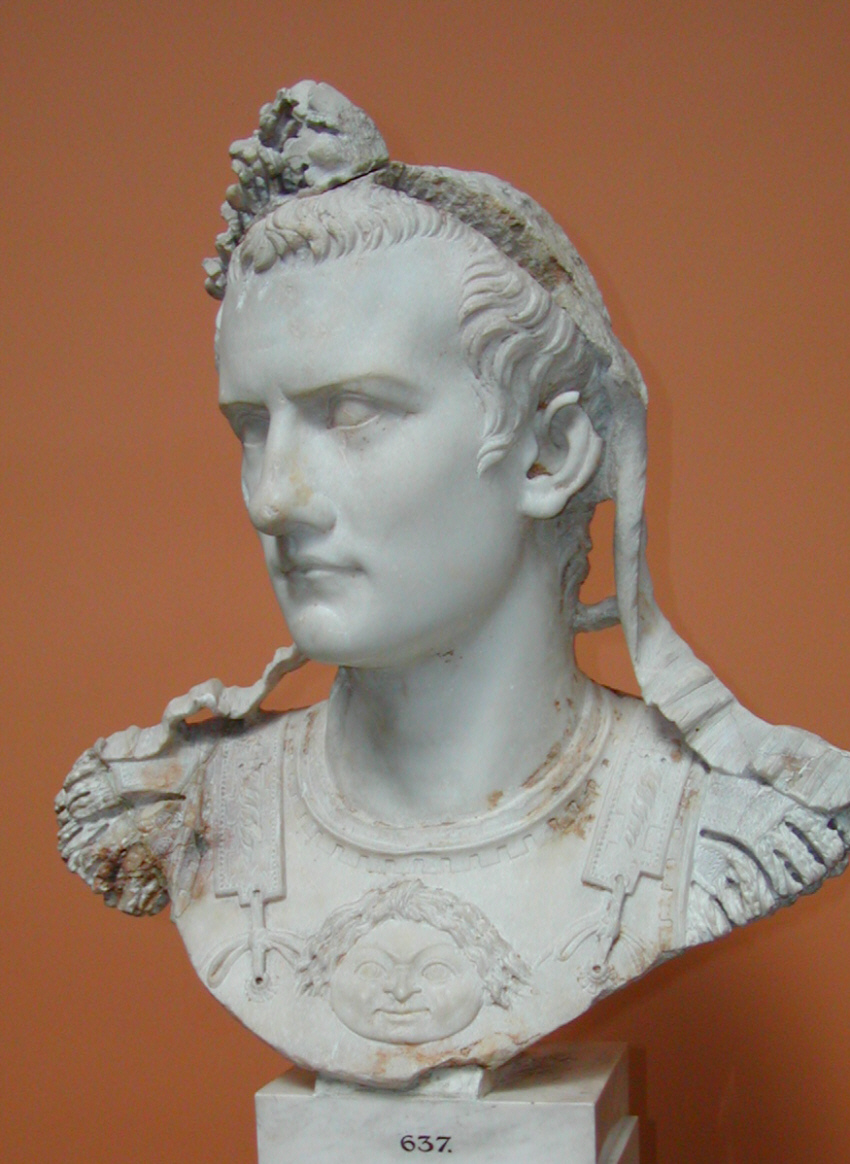
Caligula

Ἤ μ’ ἀνάειρ’ ἢ ἐγὼ σέ.
Ē m’ anaeir’ ē egō se.
„Entweder du hebst mich aus oder ich dich.“
Zitat aus der Ilias. Mit diesen Worten fordert Ajax den Odysseus auf, dem lange unentschieden gebliebenen Ringkampf ein Ende zu machen.
Den Satz zitierte laut Sueton der römische Kaiser Caligula, als er in seinem Cäsarenwahn einer Statue des Gottes Jupiter drohte:

„Untertags sprach er oft heimlich mit dem Kapitolinischen Jupiter, bald indem er ihm ins Ohr flüsterte und dann wieder ihm sein Ohr hinhielt, bald mit lauter Stimme und sogar mit Schimpfwörtern. Einmal hörte man ihn nämlich auf griechisch drohend zu Jupiter sagen: ‚Hebe mich, oder ich dich!‘

Schließlich habe er sich, wie er selbst erzählte, vom Gott erweichen und einladen lassen, bei ihm zu wohnen. Darauf baute er über den Augustustempel hinweg eine Brücke und verband so das Palatium mit dem Kapitol. Um dem Gott aber noch näher zu sein, ließ er bald darauf auf dem Platz vor dem Kapitol die Fundamente zu einer neuen Wohnung legen.“

Caligula fühlte sich Jupiter ebenbürtig und ließ Götterstatuen enthaupten, um sie mit seinem eigenen Kopf auszustatten. Als Einzige im römischen Reich weigerten sich die Juden, Caligulas Statue im Tempel aufzustellen. Das machte Caligula so wütend, dass er sich anschickte, Judäa mit Feuer und Schwert heimzusuchen. Nur seine Ermordung verhinderte die Durchführung dieser Strafaktion.

## Ἡ μαγνῆτις λίθος ψυχὴν ἔχει.

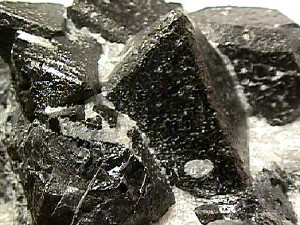
Magnetit

Ἡ μαγνῆτις λίθος ψυχὴν ἔχει.
Hē magnētis lithos psychēn echei.
„Der Magnetstein hat eine Seele.“
Der Naturphilosoph Thales von Milet war der Ansicht, dass sich alle Bewegungen auf Wirkungen einer Seele zurückführen ließen, denn alles sei voll von Göttern. Thales war der erste, der sich mit Naturphilosophie befasste. So nahm er an, dass Eisen durch die Seele des Magneten angezogen wird, denn er betrachtete die Kräfte der Natur als die seelischen Kräfte der Götter.
Die ersten bekannten Magneten stammten aus der kleinasiatischen Stadt Magnesia am Mäander, nicht allzu weit von Milet entfernt. Daher der Name λίθος μαγνῆτις lithos magnētis („Stein aus Magnesia“) Der römische Gelehrte Plinius der Ältere schrieb, dass ein Hirte namens Magnes an seinem Hirtenstab eine Nagelspitze hatte, die an einem Stein auf dem Berg Ida fest anhaftete.
Thales schrieb übrigens auch dem Bernstein eine Art Seele zu, da er das Phänomen der statischen Elektrizität beim Reiben von Bernstein mit bestimmten Materialien beobachtete. Wegen dieser Eigenschaft, der statischen Aufladbarkeit, wurde das griechische Wort für Bernstein (ἤλεκτρον ēlektron) in der Neuzeit zum Namensgeber des Elektrons und der Elektrizität.
Siehe auch: Ἡρακλέος λίθος („Stein des Herkules“).

## ἡ πεντάτευχος βίβλος
ἡ πεντάτευχος βίβλος
hē pentateuchos biblos
„das fünfteilige Buch“
Pentateuch (Πεντετεύχως „Fünfgefäß“) ist ein Name für die fünf Bücher Moses. Er stammt von den Krügen, in denen Schriftrollen aufbewahrt wurden. Die Einteilung stammt aus der begrenzten Größe der in der Synagoge gebräuchlichen antiken Schriftrollen aus Papyrus oder Pergament. Diese werden im Judentum nach dem ersten hebräischen Wort des jeweiligen Textes, im Christentum jedoch nach den griechisch-lateinischen Bezeichnungen ihres zentralen Themas genannt.
Der Pentateuch wurde um das Jahr 440 v. Chr. fertiggestellt und ab etwa 250 v. Chr. in die griechische Septuaginta übersetzt. Er erzählt die Geschichte der Menschheit von der Schöpfung der Welt und des Volkes Israel, vom Auszug aus Ägypten bis zur Ansiedlung im Gelobten Land.
| Deutsch      | Hebräisch (Ableitung)                              | Griechisch (Lateinisch)                                            | Inhalt                                                                                                   |
| ------------ | -------------------------------------------------- | ------------------------------------------------------------------ | --- |
| 1. Buch Mose | Bereschit (בְּרֵאשִׁית) Im Anfang schuf …               | Genesis (Γένεσις) Genesis Schöpfung, Ursprung                      | Berichtet von den Geschehnissen von der Erschaffung der Welt bis zum Wirken der Söhne Jakobs in Ägypten. |
| 2. Buch Mose | Schemot (שְׁמוֹת) Dies sind die Namen …               | Exodos (Έξοδος) Exodus Auszug                                      | Handelt vom Auszug aus Ägypten unter der Führung des Mose auf dem Weg in das gelobte Land, Kanaan.       |
| 3. Buch Mose | Wajikra (וַיִּקְרָא) Und es rief JHWH …                 | Levitikon (το Λευιτικόν βιβλίον) Leviticus Levitische Gesetzgebung | Handelt in weiten Teilen vom priesterlichen Gottesdienst im Judentum.                                    |
| 4. Buch Mose | Bemidbar (בְּמִדְבַּר) Und es redete JHWH in der Wüste … | Arithmoi (Ἀριθμοί) Numeri Zahlen der Israeliten                    | Zu Beginn des Buches werden die Stämme der Israeliten aufgezählt und eine Volkszählung beschrieben.      |
| 5. Buch Mose | Debarim (דְּבָרִים) Dies sind die Worte …              | Deuteronomion (Δευτερονόμιον) Deuteronomium Zweites Gesetz         | Besteht im Wesentlichen aus Ausführungen, die Mose kurz vor seinem Tod an die Israeliten richtete.       |

## η Πόλη
η Πόλη
i Póli
„die Stadt“

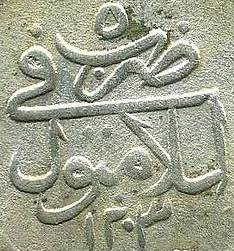
Der Name Islambol إسلامبول Islambul auf einer Münze von 1203 H.

Konstantinopel (Κωνσταντινούπολις Konstantinoúpolis „Stadt des Konstantin“) wird von Griechen heute noch schlicht „die Stadt“ genannt. Sie wurde von Griechen um 660 v. Chr. als Byzantion (Βυζάντιον) gegründet und 326 n. Chr. umbenannt. Der thrakische Name der neuen Siedlung wurde später als der eines der legendären Anführer, Byzas aus Megara, gedeutet.
Seit 1930 heißt die Stadt Istanbul. Bei diesem Namen handelt es sich möglicherweise um die türkische Abwandlung des griechischen εἰς τὴν πόλιν eis tēn polin („in die Stadt“), was in byzantinischer Zeit etwa istimbólin ausgesprochen wurde. Die Namensform Islambol (إسلامبول geschrieben, Islambul) entstand nach 1453 und wurde hauptsächlich im religiösen Umfeld verwendet. Im 18. Jahrhundert wurde sie von einigen Sultanen bevorzugt. In dieser Zeit wurde Islambul als Name der Münzstätte am Tavşan taşı auf Münzen geprägt. Islambol wurde volksetymologisch gedeutet als Islami bol (olan) (yer) „(Ort), dessen Islam reichlich (ist)“.
In der Spätantike und im Mittelalter war Konstantinopel als das „Neue Rom“ (Nova Roma) die Hauptstadt des Oströmischen Reichs, nach der osmanischen Eroberung 1453 dann die Hauptstadt des Osmanischen Reiches. Als Prototyp einer imperialen Stadt ist Konstantinopel vom 4. Jahrhundert bis ins 18. Jahrhundert länger Weltstadt gewesen als beispielsweise Rom (3. Jahrhundert v. Chr. bis 5. Jahrhundert n. Chr.).
Konstantinopel ist immer noch präsent in Griechenland, zum Beispiel im Namen des Sportvereins AEK Athen, dessen vollständiger Name Αθλητική Ένωση Κωνσταντινουπόλεως (Athlitiki Enosi Konstantinoupoleos) ist, der übersetzt Sportvereinigung Konstantinopel bedeutet.

## Ἢ τὰν ἢ ἐπὶ τᾶς.
Ἢ τὰν ἢ ἐπὶ τᾶς.
Ē tān ē epi tās
„Mit ihm oder auf ihm.“
Entweder man siegt in der Schlacht und bringt den Schild heim oder man kehrt tot auf dem Schild zurück. Aufforderung der spartanischen Mütter an ihre Söhne, bevor sie in den Krieg zogen.
Der philippinische Nationalheld Jose Rizal äußert sich im Jahr 1889 in einem Brief „An die jungen Frauen von Malolos“ folgendermaßen zu diesem Thema:

„‚Komme mit ihm zurück, oder auf ihm‘, was bedeutete ‚komm siegreich oder tot zurück‘, da es für den besiegten Krieger Sitte war, seinen Schild fortzuwerfen, während der tote Krieger auf seinem Schild nach Hause gebracht wurde. Eine Mutter erhielt die Nachricht, daß ihr Sohn in der Schlacht gefallen sei und die Armee besiegt. Sie sagte kein Wort, aber sie brachte ihre Dankbarkeit dafür zum Ausdruck, daß ihr Sohn vor der Schande gerettet war. Als ihr Sohn jedoch lebend nach Hause kam, trug seine Mutter Trauer.“

Dieser Spruch diente auch als zweite Aufschrift auf der Mani-Flagge während der Griechischen Revolution neben dem Motto Νίκη ή Θάνατος (Sieg oder Tod).
Ganz anders sah das der Lyriker und Krieger Archilochos, der in einem Gefecht gegen die Saier seinen Schild wegwarf und freimütig gestand (Übertragung von Kurt Steinmann):
ἀσπίδι μὲν Σαίων τις ἀγάλλεται, ἣν παρὰ θάμνωι

ἔντος ἀμώμητον κάλλιπον οὐκ ἐθέλων,

αὐτὸς μ᾿ ἐξεσάσωσα. τί μοι μέλει ἀσπὶς ἐκείνη;

ἐρρέτω· ἐξαῦτις κτήσομαι οὐ κακίω.
Mit dem Schild protzt jetzt ein Saier, den ich bei einem Gebüsch

–  eine „tadellose Wehr“ – zurückließ, und wollt' es doch nicht.

Ich selbst aber hab' mich herausgerettet: was schert jener Schild mich?

Fahre er hin! Von neuem werde ich mir einen erwerben, der nicht schlechter ist.

## Ἡ φύσις οὐδὲν ποιεῖ ἅλματα.
Ἡ φύσις οὐδὲν ποιεῖ ἅλματα.
Hē physis ouden poiei halmata.
„Die Natur macht keine Sprünge“.
Aristoteles ging von einer Scala naturae aus, einer gegliederten Stufenfolge mit kontinuierlichen Übergängen. Dieser Satz gibt eine Grundannahme der griechischen Philosophie und Naturwissenschaft wieder. Mit ihm wird ausgedrückt, dass sich Prozesse bzw. Veränderungen in der Natur nicht sprunghaft und plötzlich – diskontinuierlich – vollziehen, sondern prinzipiell kontinuierlich beziehungsweise stetig. Er schließt auch aus, dass etwas ins Nichts verschwindet oder aus dem Nichts entsteht (Energieerhaltungssatz). Alles ist kontinuierlich und verläuft kausal. Wenn die Natur doch Sprünge macht, dann macht sie nur ganz kleine Sprünge, so genannte Quantensprünge.
Der Philosoph Gottfried Wilhelm Leibniz, dessen Gesetz der Kontinuität in der abendländischen Wissenschaft bis gegen Ende des 19. Jahrhunderts als unantastbar galt, schreibt 1705:

„Nichts geschieht auf einen Schlag; und es ist einer meiner größten und bewährtesten Grundsätze, daß die Natur niemals Sprünge macht. Das nannte ich das Gesetz der Kontinuität, […]“

In seiner lateinischen Form Natura non facit saltus stammt das Axiom vom schwedischen Naturforscher Carl von Linné. Er schreibt dazu 1751 in seiner Philosophia Botanica:

„Die Natur macht keinen Sprung. Alle Pflanzen und Tiere bieten nach allen Seiten hin Affinitäten dar, wie ein Territorium auf der Landkarte.“

## Ἦθος ἀνθρώπῳ δαίμων.
Ἦθος ἀνθρώπῳ δαίμων.
Ēthos anthrōpō daimōn.
„Der Charakter ist des Menschen Schicksal.“
Lateinisch: Faber est quisque fortunae suae.
Zitat aus den Fragmenten des Philosophen Heraklit, das besagt, dass jeder Mensch nach seinem Charakter handelt und sich so sein eigenes Schicksal schafft.
Dieser Satz entspricht in etwa dem deutschen „Jeder ist seines Glückes Schmied.“ Die lateinische Entsprechung stammt vom römischen Geschichtsschreiber Sallust.
Mit Ethos (ἔθος „Gewohnheit, Sitte, Brauch“; ἦθος „Charakter, Sinnesart, Brauch, Sitte, Gewohnheit“) wird die den Einzelnen mitprägende Lebensgewohnheit bezeichnet. Das Wort Charakter stammt von dem Wort χαρακτήρ und bezeichnete ursprünglich den Prägestempel für Münzen und Siegel. Das Wort Dämon stammt von dem Wort δαίμων und bedeutet eigentlich übernatürliches Wesen. Das Wort steht in Verbindung mit dem Wort δαιμόνιον in der Bedeutung des „Schicksals“ oder „Gewissens“, das den Menschen unsichtbar begleitet.
In der christlichen Spätantike erhielt dieser Begriff, ausgehend von den sogenannten Wüstenvätern, in der griechischen Patristik die negative Konnotation.

## Ἤλθ’ ἦλθε χελιδών.
Ἤλθ’ ἦλθε χελιδών.
Ēlth’ ēlthe chelidōn.
„Es kommt, es kommt die Schwalbe.“
Beginn eines Kollektenliedes, das der Weise Kleobulos von Lindos eingeführt hatte. Mit diesem Lied, einem Chelidonisma (Schwalbenlied), wurden im September beim so genannten Schwalbensingen auf der Insel Rhodos anlässlich der Rückkehr der Schwalben Geld- und Sachspenden eingesammelt. Dieses Currende-Lied beginnt mit den folgenden Worten:
Es kommt, es kommt die Schwalbe,

sie bringt die schöne Zeit

und die schönen Tage,

am Bauche weiß

und am Rücken schwarz.
Gleich daran schließt sich die Bitte um milde Gaben an:
Feigenbrot reich' hervor

aus dem reichen Hause

und Wein ein Gläschen

und Käse ein Körbchen …

## Ἦλθον, εἶδον, ἐνίκησα.
Ἦλθον, εἶδον, ἐνίκησα.
Ēlthon, eidon, enikēsa.
„Ich kam, sah und siegte.“

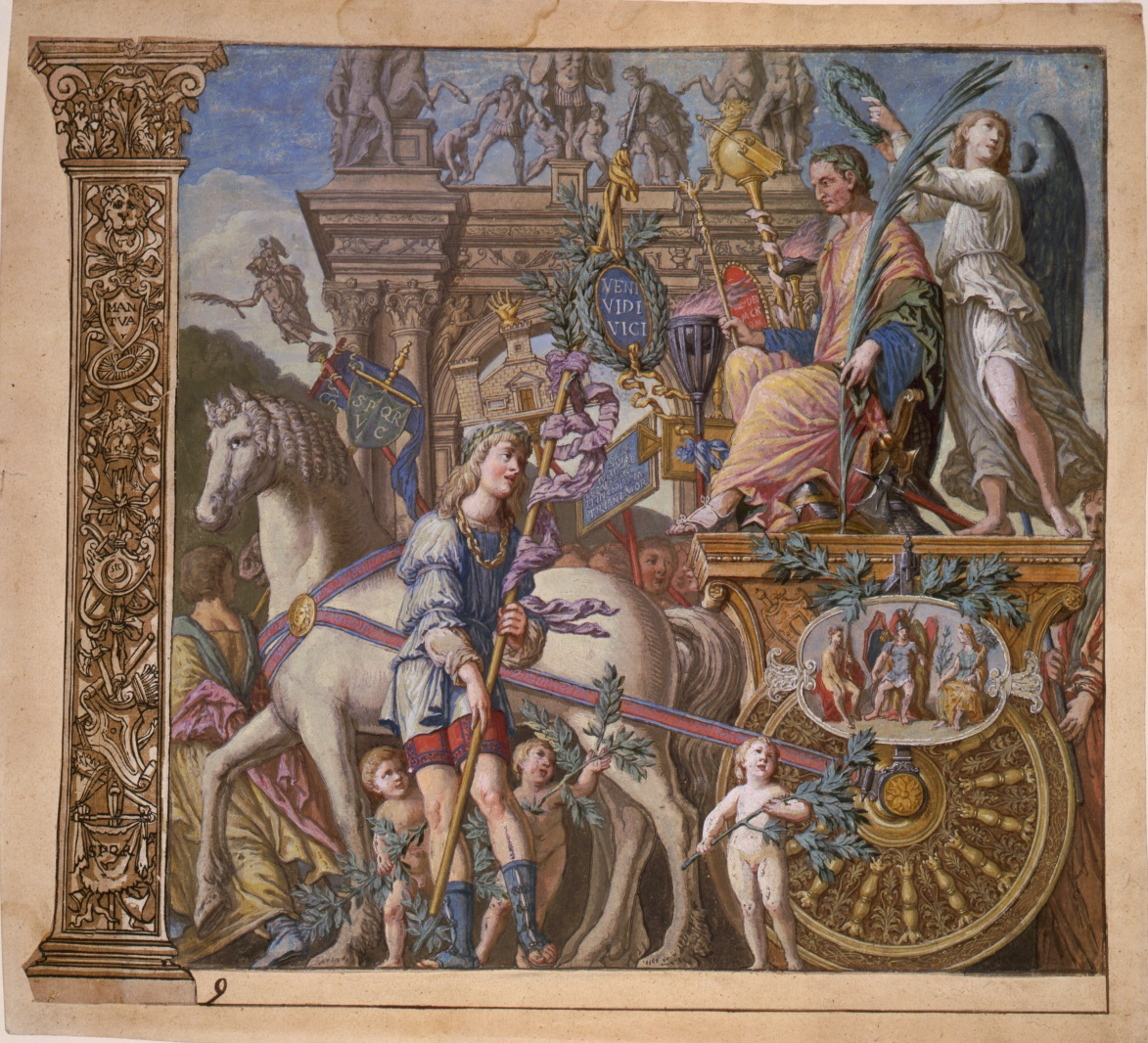
Triumphzug Caesars, bei dem der lateinische Spruch „Veni vidi vici“ vorhergetragen wird

Feststellung des Gaius Iulius Caesar, die durch die Geschichtsschreiber Plutarch und Sueton überliefert ist.
Bekannter ist die lateinische Form Veni vidi vici. Caesar benutzte diese selbstbewusste Lakonie in einem Brief an seinen Freund Amintus nach seinem unerwartet schnellen Sieg bei Zela über Pharnakes II. von Pontus im Jahr 47 v. Chr.
In seinem späteren Triumphzug wies Caesar auf die Mühelosigkeit seines Sieges bei Zela hin, indem er sich eine Tafel mit diesem Spruch vorhertragen ließ. Mit der alliterierenden Klimax dreier asyndetischer Zweisilber (eines Trikolons) unterstreicht Caesar eindrucksvoll, wie leicht, schnell und vernichtend er Pharnakes geschlagen hat.
Die lateinischen Worte Veni vidi vici finden sich heute noch in vielen Bereichen. Ein bekanntes Beispiel sind die Zigaretten-Packungen des Tabakkonzerns Philip Morris International.

## Ήλιος της Βεργίνας
Ήλιος της Βεργίνας
Ilios tis Verginas
„Sonne von Vergina“

Stern von Vergina

Der Stern von Vergina, ein sechzehnstrahliges Sonnensymbol, war nach Meinung griechischer Archäologen das Emblem der makedonischen Königsdynastie zur Zeit Philipps II. und Alexanders des Großen. Er wurde 1978 bei archäologischen Ausgrabungen im griechischen Teil Makedoniens entdeckt. Es ist allerdings immer noch nicht eindeutig geklärt, dass dieser Stern tatsächlich das Emblem der antiken makedonischen Dynastie darstellte. Der griechische Archäologe Andronikos war jedoch überzeugt und nicht nur seine Landsleute, sondern auch die slawischen Mazedonier glaubten ihm, denn beiden Seiten sahen sich als wahre Erben Alexanders.
Die Bürger in den griechischen Regionen Makedoniens benutzen seit Beginn der 1990er Jahre gern eine Flagge, die den Stern von Vergina in Gold auf blauem Grund trägt. Diese Flagge hat jedoch keinen offiziellen Status. Der Stern von Vergina war Bestandteil der ersten, von Griechenland nicht anerkannten Flagge des Staates Mazedonien, wurde aber nach Protesten Griechenlands durch eine achtstrahlige Sonne ersetzt.
Die Neue Zürcher Zeitung schrieb im Jahr 2002 zu diesem Streit in ihrer Online-Ausgabe:

«So geriet der Stern von Vergina rasch zu einem Zankapfel zwischen den beiden Ländern; Griechenland erklärte ihn seinerseits durch Parlamentsbeschluss zum nationalen Symbol. Schliesslich wurde durch Vermittlung Dritter eine Kompromisslösung gefunden – aus dem 16-strahligen Stern wurde eine 8-strahlige Sonne –, worin man natürlich beckmesserisch auch eine Variante des vorherigen Motivs sehen könnte.»

Flagge der Republik Mazedonien von 1992 bis 1995
Aktuelle Flagge der Republik Nordmazedonien
Inoffizielle Flagge der griechischen Region Makedonien

## Ἠλύσιον Πεδίον
Ἠλύσιον Πεδίον
Ēlysion Pedíon
„das Selige Feld“

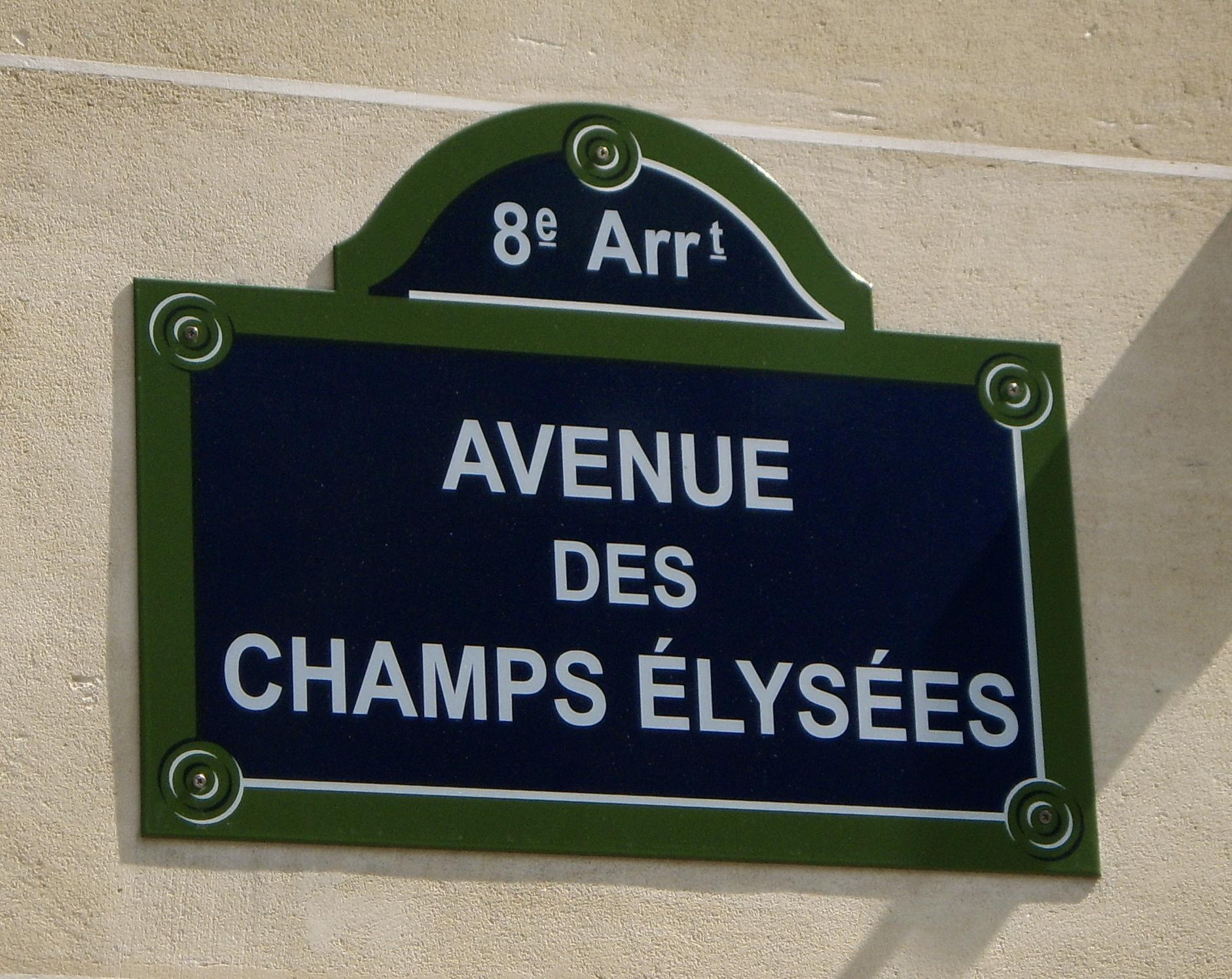
Straßenschild Avenue des Champs-Élysées (Elyseische Felder)

Das Elysion ist jene „Insel der Seligen“ im äußersten Westen des Erdkreises, auf die jene Helden entrückt werden, die von den Göttern geliebt wurden. Ganz im Gegensatz zum Tartaros handelt es sich dabei um paradiesische, rosengeschmückte Wiesen, auf denen ewiger Frühling herrscht, und wo ein Nektar-ähnlicher Trank aus einer Quelle der Lethe ewiges Vergessen aller irdischer Leiden ermöglicht. Menelaos und Helena sowie Kadmos, der Gründer von Theben, sollen sich dort neben anderen Helden befinden und sich die Zeit im Schatten von Weihrauchbäumen mit Reiten und Turnen, Würfel- und Lautenspiel vertreiben.

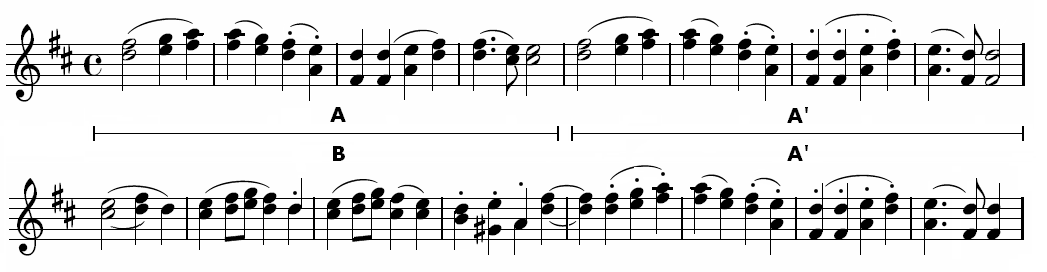
Freude, schöner Götterfunken

Im vierten Satz von Beethovens 9. Sinfonie wird die Freude als „Tochter aus Elysium“ besungen:
Freude, schöner Götterfunken,

   Tochter aus Elysium,

Wir betreten feuertrunken,

   Himmlische, dein Heiligthum.
Vom mythologischen Elysion leitet sich der Name der Avenue des Champs-Élysées („Elyseische Felder“) in Paris ab. Ihren heutigen Namen trägt die Avenue des Champs Elysées seit 1789. Die ursprünglich mit Bäumen gesäumte Promenade wurde „Grand Cours“ genannt. Sie trug zuerst die offizielle Bezeichnung „Grande Allée du Roule“ (1670), dann „Avenue du Palais des Tuilleries“ (1680), schließlich im unteren Bereich „Avenue de la Grille Royale“ und im oberen „Avenue de Neuilly“ (1778).
Siehe auch: Μακάρων νῆσοι („Inseln der Seligen“).

## Ἦν χρόνος, ὅτ’ ἦν ἄτακτος ἀνθρώπων βίος.
Ἦν χρόνος, ὅτ’ ἦν ἄτακτος ἀνθρώπων βίος.
Ēn chronos, hot’ ēn ataktos anthrōpōn bios.
„Es gab eine Zeit, als ohne Ordnung der Menschen Leben war.“
Anfangsworte des Dramas Sisyphos des Sophisten Kritias, eines Mitglieds der Dreißig Tyrannen, in dem er darlegt, dass die Götter nichts als eine nützliche Erfindung der Menschen seien. Der ganze Satz lautet:

«Ἦν χρόνος, ὅτ’ ἦν ἄτακτος ἀνθρώπων βίος καὶ θηριώδης ἰσχύος θ’ ὑπηρέτης, ὅτ’ οὐδὲν ἆθλον οὔτε τοῖς ἐσθλοῖσιν ἦν οὔτ’ αὖ κόλασμα τοῖς κακοῖς ἐγίγνετο.»

„Ēn chronos, hot’ ēn ataktos anthrōpōn bios kai thēriōdēs ischyos th’ hypēretēs, hot’ ouden athlon oute tois esthlaoisin ēn out’ au kolasma tois kakois egigneto.“

„Es gab eine Zeit, als ohne Ordnung der Menschen Leben war, nach Art der Tiere und im Dienst der Stärke stand, als es weder einen Preis für Gute noch Strafe andererseits für Schlechte gab.“

## Ἡνίκα Πυθαγόρης τὸ περικλεὲς εὕρετο γράμμα.

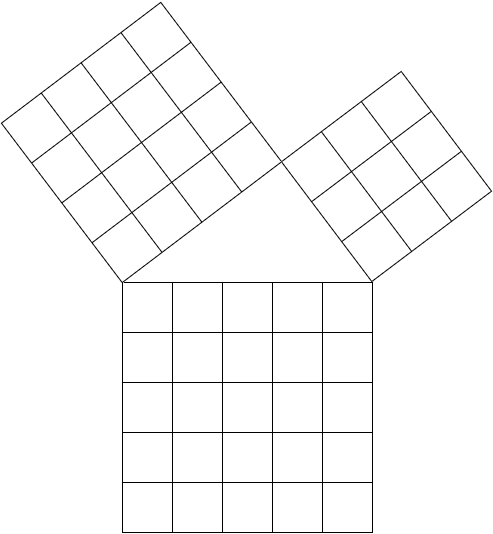
Satz des Pythagoras

Ἡνίκα Πυθαγόρης τὸ περικλεὲς εὕρετο γράμμα.
Ēnika Pythagorēs to periklees heureto gramma.
„Als Pythagoras die berühmte Figur entdeckte.“
Beginn eines Epigramms auf die Entdeckung des Satzes des Pythagoras, in dem es weiter heißt: „jene, deretwegen er das berühmte Rinderopfer darbrachte“.
Der Satz lautet in der Form einer Gleichung: {\displaystyle a^{2}+b^{2}=c^{2}}.
Der nach Pythagoras benannte Satz ist theoretischer Ausdruck der von indischen, babylonischen und ägyptischen Baumeistern und Priestern entwickelten praktischen Kunst, bei Abmessungen mit Hilfe von Seilen präzise rechte Winkel zu erzielen, denn schon kleine Abweichungen vom rechten Winkel können große Folgen haben. Die Benennung des Satzes nach Pythagoras stammt von Euklid, der das mathematische Wissen seiner Zeit zusammentrug und dabei diesen Satz Pythagoras zuschrieb.
Das berühmte Rinderopfer ist die Hekatombe (ἑκατόμβη), ein Opfer von 100 Rindern. In seinem Sonett Vom pythagoreischen Lehrsatz drückt es der Dichter Adelbert von Chamisso so aus:
Die Wahrheit, sie besteht in Ewigkeit,

Wenn erst die blöde Welt ihr Licht erkannt;

Der Lehrsatz nach Pythagoras benannt

Gilt heute, wie er galt zu seiner Zeit.

Ein Opfer hat Pythagoras geweiht

Den Göttern, die den Lichtstrahl ihm gesandt;

Es taten kund, geschlachtet und verbrannt,

Einhundert Ochsen seine Dankbarkeit.

Die Ochsen seit dem Tage, wenn sie wittern,

Daß eine neue Wahrheit sich enthülle,

Erheben ein unmenschliches Gebrülle;

Pythagoras erfüllt sie mit Entsetzen;

Und machtlos sich dem Licht zu widersetzen

Verschließen sie die Augen und erzittern.

## Ἡράκλειοι πόνοι
Ἡράκλειοι πόνοι
Ērakleioi ponoi
„Herkulische Mühen“
Lateinisch: Herculei labores
Der Humanist Erasmus von Rotterdam erklärt in seiner Sprichwörtersammlung Adagia, dass dieser Begriff unterschiedlich aufgefasst werden kann:

„… einmal als zahllos und ungeheuer, und als solche, die nach herkulischen Kräften verlangen.“

Als sich der Ruhm des Herakles verbreitete, schlug ihn die rachsüchtige Hera mit Wahnsinn, und Herakles erschlug seine Frau Megara und seine drei Kinder. Doch bald wich der Anfall von ihm, und er fragte das Orakel von Delphi um Rat. Die Pythia antwortete ihm:

„Entsühnung für deine schreckliche Mordtat erlangst du nur, wenn du dich zwölf Jahre in den Dienst des Eurystheus stellst und die von ihm geforderten Taten erfüllst.“

Herakles ging also zu König Eurystheus. Dieser gab ihm insgesamt zwölf Aufgaben, die Arbeiten des Herakles, die er allesamt bewältigte.
| Bild | Nr. | Anmerkungen |
| --- | --- | --- |
| Herakles kämpft mit dem Nemeischen Löwen, antikes Mosaik aus Llíria                                                                                        | 1.  | Herakles erlegte den Nemëischen Löwen, indem er ihm die Kehle zuhielt, bis er erstickte. Das Fell dieses Löwen, das er von nun an trug, machte ihn nahezu unverwundbar. |
| Herakles tötet die Lernäischen Hydra, antikes Mosaik aus Llíria                                                                                            | 2.  | Herakles tötete die neunköpfige Hydra (Lernäischen Schlange), indem er jeden der enthaupteten Hälse ausbrannte, so dass keine neuen Köpfe mehr nachwachsen konnten. In ihr Gift tauchte er seine Pfeile, die seitdem unheilbare Wunden schlugen. |
| Artemis und Apollo verlangen die Kerynitische Hirschkuh von Herakles zurück, schwarzfigurige attische Vase                                                 | 3.  | Herakles jagte die Kerynitische Hirschkuh ein ganzes Jahr lang, bis er sie endlich zur Strecke brachte – entweder mit einem Netz, das er über die schlafende Hindin warf, oder indem er ihre beiden Vorderläufe mit einem Pfeil durchschoss und sie somit fesselte. |
| Herakles kämpft mit dem Erymanthischen Eber, Bronzeplastik auf dem Lützowplatz in Berlin                                                                   | 4.  | Herakles trieb den Erymanthischen Eber aus dem Wald in ein Schneefeld hinein, in dem der Eber rasch ermüdete. |
| Herakles, sehr füllig und fast nackt dargestellt, steht im Stall neben einigen Rindern, künstlerische Interpretation von Honore Daumier                    | 5.  | Herakles mistete die Rinderställe des Augias aus, indem er einen Fluss durch den Stall leitete. In dem Stall, der seit 30 Jahren nicht mehr ausgemistet war, wurden über 3.000 Rinder gehalten. Die Aufgabe war für einen Helden schmählich, doch Herakles erledigte sie, indem er die Fundamente des Stalls an einer Seite aufbrach und das Wasser zweier Flüsse durch den Stall leitete. |
| ein Obolos, eine antike Münze, aus Stymphalia mit Darstellung von Herakles auf einer Seite und einem Stymphalischen Vogel auf der anderen                  | 6.  | Herakles rottete die Stymphalischen Vögel aus, indem er sie mit zwei großen metallenen Klappern aufscheuchte und einzeln mit seinen vergifteten Pfeilen abschoss. |
| Herakles kämpft mit dem Kretischen Stier, antikes Mosaik aus Llíria                                                                                        | 7.  | Herakles bändigte den Kretischen Stier, brachte ihn zu Eurystheus, zeigte ihn und ließ den Stier sogleich frei. |
| Herakles, von hinten dargestellt seitlich neben einem Ross stehend, hält dieses mit Zaumzeug und an der Mähne fest, Tonrelief von Johann Gottfried Schadow | 8.  | Herakles zähmte die menschenfressenden Pferde des Diomedes, indem er ihnen Diomedes selbst zum Fraß vorwarf. Nachdem sie ihren Gebieter aufgefressen hatten, konnte Herakles sie gezähmt wegführen. |
| Herakles kämpft mit einer Amazone, schwarzfigurige attische Vase                                                                                           | 9.  | Die Amazonenkönigin Hippolyte übergab Herakles ihren Kampfgürtel freiwillig. Doch durch eine Intrige Heras kommt es schließlich zum Kampf, in dessen Verlauf Herakles Hippolyte tötet. |
| Herakles kämpft mit dem Riesen Geryon, schwarzfigurige attische Vase                                                                                       | 10. | Der Riese Geryon forderte Herakles zum Kampf heraus. Herakles tötete ihn mit einem Giftpfeil. Hera, die zur Unterstützung des Geryon gekommen war, wurde von Herakles ebenfalls verwundet und in die Flucht geschlagen. |
| Herakles pflückt einen der Goldenen Äpfel der Hesperiden, antikes Mosaik aus Llíria                                                                        | 11. | Herakles musste zum Pflücken der Goldenen Äpfel der Hesperiden bis in die Gegend von Gibraltar. Durch eine List bewog er Atlas, den Vater der Hesperiden, ihm die Äpfel zu pflücken. |
| Herakles kämpft mit Kerberos, antikes Mosaik aus Llíria | 12. | Als schwierigste der zwölf Aufgaben brachte Herakles Kerberos, den Wachhund der Unterwelt, an die Oberwelt. Hades erlaubt die zeitweilige Entfernung des Ungeheuers, wenn Herakles auf seine Waffen verzichtet. Es kam zu einem Kampf, in dem Herakles die Bestie überwältigte. |

## Ἡρακλέος λίθος
Ἡρακλέος λίθος
Hērakleos lithos
„Stein des Herkules“
Lateinisch: Heracleus lapis oder lapis Heracleus
Stein des Herkules ist die Bezeichnung für den Magnet-Stein, der nach Thales beseelt sein müsse, da er ja Eisen anziehe und damit zeige, dass er belebt sei.
Herakles war ursprünglich ein phönizischer Gott, der vom Sonnengott einen goldenen Becher erhielt, in dem eine Magnetnadel auf Wasser schwamm und nach Norden zeigte. Dieses Wissen aber hielten die Phönizier geheim.
Siehe auch: Ἡ μαγνῆτις λίθος ψυχὴν ἔχει. („Der Magnetstein hat eine Seele.“)

## Ησυχία, Τάξις και Ασφάλεια
Ησυχία, Τάξις και Ασφάλεια
Isichia, Taxis ke Asfalia
„Ruhe, Ordnung und Sicherheit“
Grundsatz der Griechischen Militärdiktatur (siehe auch η Επταετία), die die typischen Kennzeichen eines repressiven Systems beinhalten.
In den Morgenstunden des 21. April 1967 rollten Panzer durch die Athener Innenstadt, im Radio wurde Marschmusik gespielt und martialische Kommuniqués verlesen:

„Seit Mitternacht sind die Bestimmungen der Artikel 5, 6, 8, 10, 11, 12, 14, 18, 20, 95 und 97 der geltenden Verfassung außer Kraft gesetzt, wegen offensichtlicher Gefahren für die innere Sicherheit, Ruhe und Ordnung.“

## ἤτω ἀνάθεμα
ἤτω ἀνάθεμα.
Ētō anathema.
„Er sei verflucht!“ (sc. als „ein mit dem Fluch [Kirchenbann] beladener und zur Schande öffentlich ausgestellter Mensch“)
Das Anathema bezeichnet eine kirchenrechtliche Verurteilung und gilt als strengere Maßnahme, verglichen mit einer Exkommunikation. In den orthodoxen Bischofskirchen wird in der Liturgie am 1. Sonntag in der Fastenzeit das Große Anathema über einige Irrlehren verkündet.
Im Lateinischen wird die Formel „Anathema sit“ verwendet. Die deutsche Bezeichnung ist Kirchenbann. Die Ursprungsbedeutung des Wortes ist „Aufgestelltes“ (ursprüngliche Schreibung ἀνάθημα anathēma). Von dort verengte sich der Begriff zu „der Gottheit im Tempel Aufgestelltes, Weihegeschenk“ und weiter zu „der Gnade oder dem Zorn der Gottheit Ausgeliefertes“. Daraus ergab sich ἀνάθεμα ἔστω anathema estō als Formel: „Er sei (dem Gott) dahingegeben!“ In diesem Sinne erscheint das Wort mehrmals im Neuen Testament:
1. Brief des Paulus an die Korinther:

«εἴ τις οὐ φιλεῖ τὸν κύριον, ἤτω ἀνάθεμα. μαράνα θά.»

„Wer den Herrn nicht liebt, sei verflucht! Marána thá - Unser Herr, komm!“

Brief des Paulus an die Galater:

«ἀλλὰ καὶ ἐὰν ἡμεῖς ἢ ἄγγελος ἐξ οὐρανοῦ εὐαγγελίζηται [ὑμῖν] παρ’ ὃ εὐηγγελισάμεθα ὑμῖν, ἀνάθεμα ἔστω.»

„Jedoch, auch wenn wir selbst oder ein Engel vom Himmel euch ein anderes Evangelium verkündeten als das, das wir verkündet haben - er sei verflucht.“

In der Bedeutung „verflucht“ wurde also die Schreib- und Redeweise mit dem griechischen Buchstaben ε anstelle des η gebräuchlich: ἀνάθεμα und nicht ἀνάθημα. Man erkennt das auch gut an der Übertragung ins Lateinische: Bei den Kirchenschriftstellern „anáthema“ (ἀνάθεμα), nicht „anathēma“ (ἀνάθημα).